# Gillian Boxx
Gillian Boxx, née le 1er septembre 1973 à Fontana en Californie, est une joueuse de softball américaine. Receveuse, elle devient championne olympique avec l'équipe américaine lors des Jeux d'Atlanta de 1996.

## Biographie
Gillian Boxx commence le softball à l'âge de cinq ans. Étudiante à l'université de Californie à Berkeley, Boxx est désignée All-Americain lors de chacune de ses quatre années universitaires et sélectionnée à trois reprises dans la meilleure équipe de l'année de la conférence PAC-10 en 1993, 1994 et 1995. Elle conclut sa carrière universitaire l'année suivante avec une moyenne au bâton de 36,9 %. Ses performances lui permettent d'entrer en Temple de la Renommée sportif de l'université en 2005. Elle y entre avec les records de coup sûrs (96), runs (56) et de moyenne au bâton sur une saison avec 46,6% en 1995.
La receveuse réalise ses débuts internationaux avec équipe américaine lors du Championnat du monde de softball 1994 à St. John's au Canada où elle remporte sa première médaille d'or. Sélectionnée dans l'équipe pour les Jeux olympiques d'été de 1996 à Atlanta, elle contribue au titre olympique américain avec quatre coups sûrs et trois points marqués. Devenue pompière et infirmière, elle assiste aux Jeux olympiques d'Athènes en 2004 comme supportrice de sa sœur Shannon Boxx, joueuse internationale de football,.

## Palmarès
- Médaille d'or aux Jeux olympiques d'été de 1996 à Atlanta, États-Unis[6].
- Médaille d'or au championnat du monde de softball 1994 à St. John's, Canada[7].
- Médaille d'or au championnat du monde de softball 1998 à Fujinomiya, Japon[8].